# 乌鹟
乌鶲（学名：Muscicapa sibirica）为鶲科鶲属的鸟类。主要分佈於東古北界，北部的鳥類會在冬季遷徙南下。该物种的模式产地在西伯利亚。

## 分類學
烏鶲於1789年由德國博物學家約翰·弗里德里希·格梅林在他修訂並擴展的卡爾·林奈《自然系統》自然系統中正式描述。他將這種鳥歸類於鶲屬Muscicapa，並創造了雙名法Muscicapa sibirica。 格梅林的描述是基於英國鳥類學家約翰·拉森於1783年在其多卷作品《鳥類綜覽》A General Synopsis of Birds中描述的"棕色鶲"。拉森報告這種鳥在西伯利亞南部的貝加爾湖附近發現。其种加词“sibirica”意为“西伯利亚的”。
已確認四個亞種：
- 乌鶲指名亚种 M. s. sibirica（格梅林，JF，1789年） – 中部、南部西伯利亞至韓國和日本。在中国大陆，分布于内蒙古、东北、河北、西至陕西和四川、南至云南、海南、福建等地。该物种的模式产地在西伯利亚。[5]
- M. s. gulmergi（貝克，ECS，1923年） – 阿富汗東北部和西北喜馬拉雅山脈
- 乌鶲藏南亚种 M. s. cacabata（佩納德，TE，1919年） – 中部喜馬拉雅山脈至西藏南部和印度東北部。在中国大陆，分布于西藏等地。该物种的模式产地在尼泊尔。[6]
- 乌鶲西南亚种 M. s. rothschildi（貝克，ECS，1923年） – 中國中部、南部至緬甸北部和越南西北部。在中国大陆，分布于青海、甘肃、西藏、四川、云南、贵州、广东等地。该物种的模式产地在云南。[7]

## 描述
烏鶲的體長為13至14 cm（5.1至5.5英寸）。上身為單調的深灰褐色，除了有一條淺色的翅膀帶和飛羽次級覆羽邊緣處的淺色條紋。胸部和側腹有不同程度的深灰褐色條紋。白色的喉部和半圈領由淺色的下鬚條紋和深色的頰斑勾勒出來。下胸和腹部中央為白色，而尾下覆羽為白色，中間帶有深色斑紋。喙短且深色，腳為黑色，眼睛大，並且有一圈淡白色眼圈。兩性成鳥相似，但幼鳥的上半身有淺色斑點，胸部有斑駁，翅膀覆羽尖端帶有橙黃色。
烏鶲與類似的寬嘴鶲（Muscicapa dauurica）不同，後者的下身顏色較為淺淡，且烏鶲與灰斑鶲（Muscicapa griseisticta）不同，後者下身為白色並帶有明顯的灰色條紋。烏鶲的翅膀初級飛羽較亞洲褐鶲長。
其鳥鳴為一系列細小的高音音符，帶有顫音和哨音，叫聲為金屬般的叮噹聲。

## 分佈
亞種M. s. sibirica繁殖於東南西伯利亞，向西至貝加爾湖，以及蒙古、中國東北部、北韓和日本（北海道和本州北部）。亞種M. s. rothschildi在中國西部和緬甸繁殖。亞種M. s. gulmergi分佈於阿富汗至克什米爾，亞種M. s. cacabata則分佈於喜馬拉雅山東部至西藏東南部，可能也包括緬甸。
其越冬範圍包括印度東北部、孟加拉、中國南部、台灣及東南亞，遠至蘇門答臘、爪哇、婆羅洲和菲律賓（巴拉望和庫里昂）。曾在阿拉斯加、冰島和百慕達記錄到迷鳥。
它棲息於針葉林和混合林及林地，有時也見於種植園、公園和花園。通常出現在山區，有些地區可達4000米的高度。

## 行為
如同其他鶲類，烏鶲的捕食技術是棲息在暴露的樹枝上等待，當有昆蟲飛過時，會迅速衝出捕捉。
雌鳥在距地面約8米高的樹枝上或有時在洞中築造杯狀巢。每次產下三到四顆卵，由雌鳥孵化，期間雄鳥會提供食物。